# Khamiscar anta
Espèce
Khamiscar anta est une espèce d'araignées aranéomorphes de la famille des Oonopidae.

## Distribution
Cette espèce est endémique de la région d'Atsimo-Andrefana au Madagascar,.

## Description
Le mâle holotype mesure 0,91 mm et la femelle paratype 1,06 mm.

## Étymologie
Son nom d'espèce lui a été donné en référence au lieu de sa découverte, Antafoky.

## Publication originale
- Platnick & Berniker, 2015 : The goblin spider genus Khamisia and its relatives (Araneae, Oonopidae). American Museum Novitates, no 3837, p. 1-66 (texte intégral).